# الدير الأبيض
دير الأنبا شنودة رئيس المتوحدين (بالقبطية: ⲡⲙⲟⲛⲁⲥⲧⲏⲣⲓⲟⲛ ⲛ̀ⲧⲉ ⲁⲡⲁ ϣⲉⲛⲟⲩϯ) أو كما يعرف بالدير الأبيض، وكذلك دير الأنبا شنودة، سمي على اسم القديس شنودة. يقع في سوهاج بصعيد مصر ويضم عدة كنائس ومباني ملحقة.

## موقع الدير
يقع بالقرب من مدينتي طهطا وسوهاج في صعيد مصر، وتبعد حوالي اثنان ونصف ميل (4 كم) جنوب شرقي الدير الأحمر. اشتق اسم الدير من لون الحجر الجيري الأبيض لجدرانه الخارجية. يتشابه الدير الأبيض معمارياً مع الدير الأحمر.

## التأسيس والتاريخ

### التأسيس
أسس الدير القديس بيغول (بالقبطية: ⲡⲓϫⲱⲗ)، عم القديس شنودة رئيس المتوحدين عام 442 م [تاريخ مشكوك فيه: انظر هنا]. ومع ذلك، فقد اشتهرت فقط بعد أن خلف شنودة عمه في رئاسة الدير. ارتفع عدد سكان الدير الأبيض من 30 راهبًا إلى 2200 راهبًا و 1800 راهبة حتى وفاة شنودة عام 466 م. كما زاد حجم الدير خلال هذا الوقت إلى 12800 فدان (51.8 كم 2)، وهي مساحة تبلغ حوالي 3000 ضعف حجمها الأصلي. تضمنت هذه المنطقة زنازين ومطابخ ومخازن، لا يزال من الممكن رؤية أطلالها في الجوانب الشمالية والغربية والجنوبية لمجمع الكنيسة.
بعد وفاة شنودة، استمرت الجماعة الرهبانية في الدير الأبيض قوية طوال القرن الخامس بقيادة القديس ويصا (بالقبطية: ⲃⲏⲥⲁ) وبعد ذلك القديس زنوبيوس. ومع ذلك، بدأ الدير في التراجع ببطء بعد الغزو العربي لمصر عام 641 م. يمكن أن تُعزى حالة التراجع جزئيًا إلى الضرائب الباهظة التي كان على الأديرة في مصر أن تتحملها. أدت هذه الضرائب إلى إخراج عدد كبير من الأديرة من الوجود.

### العصور الوسطى
في منتصف القرن الثامن، شق الحاكم العربي القاسم بن عبيد الله طريقه إلى كنيسة الدير مع محظيته على ظهر الخيل. أدى ذلك إلى سقوط المحظية على الأرض وموتها في النهاية مع الحصان الذي كانت تركبه. كان الدير بمثابة مضيف للرهبان الأرمن في القرنين الحادي عشر والثاني عشر. يشار إلى ذلك في النقوش الموجودة على لوحات الحنية المركزية للكنيسة، والتي تعود إلى ما بين 1076 و 1124. ومن بين هؤلاء الرهبان الأرمن الوزير الأرميني بهرام، الذي أصبح راهبًا بعد طرده من مكتبه أثناء خلافة الفاطميين الحافظ (1131-1149 م). في عام 1168، هاجم القائد المسلم شيركوه الدير.
خضع الدير لترميمات كبيرة بين عامي 1202 و1259 م. في القرن الثالث عشر، ورد في العمل المنسوب لأبي المكارم أن الدير احتوى على رصيف، ربما بنى خلال فترة العصور الوسطى لحماية الدير من هجمات بدو الصحراء. ذكر أبو المكارم أيضًا عن سور حول الدير كانت توجد فيه حديقة مليئة بجميع أنواع الأشجار. يشير نقص المخطوطات الأدبية بعد القرن الرابع عشر إلى أن الدير كان في حالة تدهور متقدمة منذ ذلك الوقت فصاعدًا.

### التاريخ الحديث
زار الدير يوهان مايكل فانسليب عام 1672 وريتشارد بوكوك عام 1737. كلاهما نسب بشكل غير صحيح لتأسيس الدير إلى هيلانة، والدة الإمبراطور قسطنطين. خلال النصف الثاني من القرن الثامن عشر، انهار الركن الجنوبي الغربي من مجمع الكنيسة الباقي. في عام 1798، قام المماليك بنهب الدير وإحراقه بالكامل. وأشار الرحالة الفرنسي دومينيك فيفانت إلى الدمار الذي حدث في الدير في اليوم التالي لتدميره. في عام 1802، أعيد بناء أجزاء من الدير تحت إشراف محمد علي. في عام 1833، زار روبرت كرزون الدير وترك سجلًا مكتوبًا لزيارته. في عام 1893، نشر فيرجسون مخططًا لمجمع الكنيسة. ومع ذلك، فإن أهم المساهمات في دراسة الدير وكنيسته كانت من قبل زائرين مثل فلاديمير دي بوك (1901)، سي آر بييرز (1904)، فليندرز بيتري (1907)، سومرز كلارك (1912)، وأوغو مونيريت دي. فيلارد (1925).
في عام 1907، شهد مجمع الكنيسة إصلاحًا آخر شمل إزالة قشرة الطوب وتغطية المداخل. ثم في ثمانينيات القرن الماضي، إجرى المزيد من أعمال الترميم على جدران وأعمدة الكنيسة.

## وصف الدير

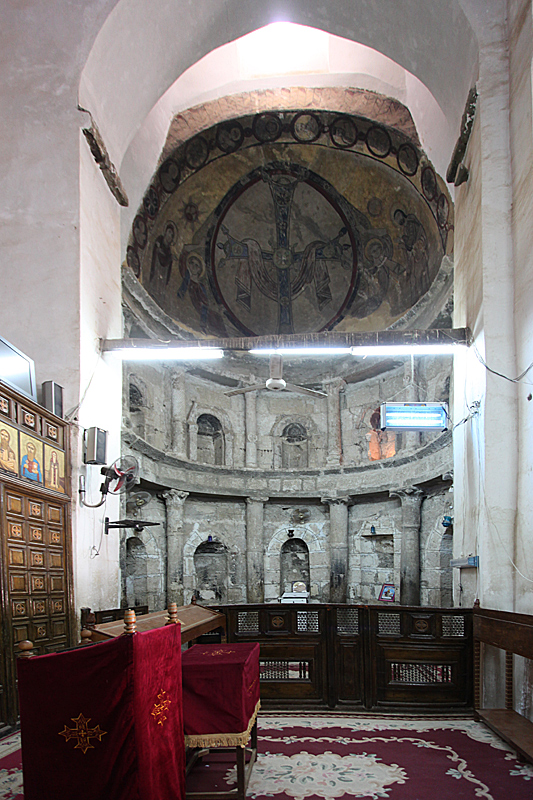
الحنية الجنوبية لكنيسة الدير

القطعة الوحيدة الباقية من الدير الأصلي هي مجمع الكنيسة التي بنيت على طراز البازيليك. لها ستة مداخل. ثلاثة في وسط الجدران الشمالية والجنوبية والغربية. وتقع الثلاثة الأخرى جنوب الجدار الغربي وشرق الجدار الجنوبي وشرق الجدار الشمالي. يشبه مظهره الخارجي معبدًا مصريًا قديمًا. يحتوي على مزيج من exo- و eso-narthex. يحتوي الآن صحنًا مفتوحًا، على صحن محاط بجزيرتين. يتم فصلهم عن صحن الكنيسة بصفوف طويلة من الأعمدة مع جزيرة عائدة في الغرب لتحديد eso-narthex. كانت توجد فوق صالات عرض الميزانين هذه، كما يتضح من صفين من النوافذ المرصودة على الجدران. لتحقيق الطراز الكبير لهذه البازيليكا التي تعود للقرن الخامس، يحتاج المرء فقط إلى ملاحظة أبعاد هذا الفناء المفتوح (بدون سقف). يبلغ طوله 172 قدمًا وعرضه 76 قدمًا، ويشغل صحن الكنيسة نصف هذا العرض.
تشغل الكنيسة الحالية الآن ما كان في السابق مناطق الجوقة والملاذ. يتم فصل هذا عن الفناء المفتوح بجدار صلب من الطوب الأحمر، مبني من العصور الوسطى بأبواب ونوافذ. بنى الحرم الأصلي بأسلوب ثلاثي الفصوص بثلاثة أبراج. إنها خطوة أعلى من صحن الكنيسة في الصحن المفتوح. المساحة المستطيلة، التي تحددها الأبراج على جوانبها الشمالية والجنوبية والشرقية، تستخدم كمذبح للبازيليكا الكبرى. يقع المذبح الآن داخل الحنية الوسطى أو الشرقية. تم دمج باقي المساحة الآن في صحن الكنيسة الحالية. يوجد أيضًا إيقونسطاس جديد مصنوع من الخشب الصلب ومزين بأيقونات صغيرة في أعلى سجله. في الواقع، ينقسم الحرم الحالي في الحنية المركزية إلى ثلاثة. والوسطى مخصص للقديس شنودة رئيس المتوحدين، والجنوب لمريم العذراء والشمال للقديس جرجس.
الأبراج الثلاثة الأصلية. تحتوي كل منها على سجلين من الأعمدة يفصل بينهما إفريز مزخرف ويعلوهما عتبات. بين الأعمدة توجد الكوات. يتناوب المقطع العرضي الأفقي للمنافذ في كل سجل بين المستطيل والدائرية. تم تزيين نصف القبة لكل منها بتصميم مختلف. فوق السجلات تقع شبه القبة المهيبة. هناك لوحات يمكن تمييزها في هذه الشبهات. يحتوي الجزء الموجود في الحنية المركزية على لوحة للبانتوكراتور والأربعة الإنجيليين. في الحنية الشمالية، هناك تصوير لرقاد السيدة العذراء. الحنية الجنوبية لها تمثيل للقيامة مع مريم وملاكين. يحتوي مجمع الكنيسة على عدة ملاحق على طول الجدران الشرقية والجنوبية. وأهمها القاعة الكبيرة التي تمتد بجانب الجدار الجنوبي. ربما خدم هذا وظيفة غرفة المرأة في الأيام الأولى. لها غرفة في طرفيها الشرقي والغربي. تحتوي الغرفة الغربية على بئر وقد خضعت لعملية إعادة بناء في أوائل القرن التاسع عشر. توجد أيضًا غرفتان جنوب الحنية المركزية وثالثة في الشمال. على الجانب الجنوبي، توجد حجرة مستطيلة ذات خط يستخدم الآن كمعمودية، والثانية دائرية ذات منافذ. على الجانب الشمالي، الغرفة مربعة. توجد حجرة أخرى مستطيلة الشكل تقع غربي الغرفة الدائرية، وهي مقسمة إلى نصفين بواسطة دعامتين بارزتين.

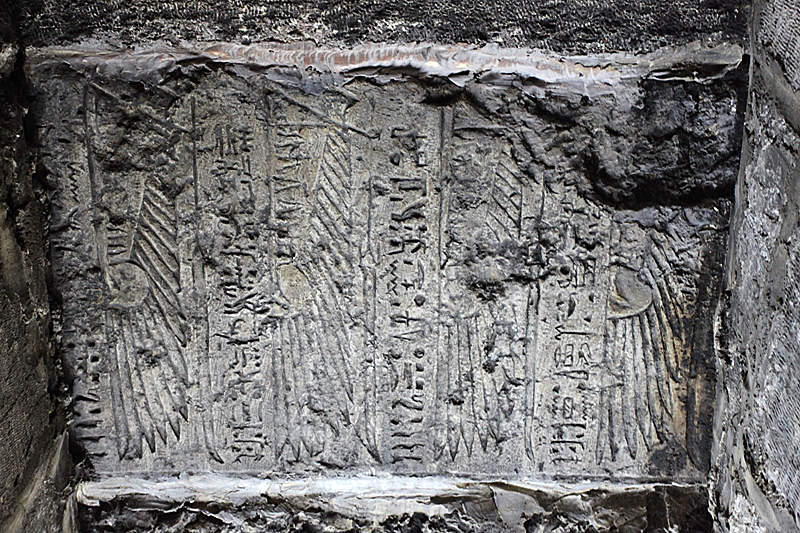
سقف درج الشمال الشرقي لكنيسة الدير الذي يضم الهيروغليفية المصرية القديمة

توجد مجموعة متنوعة من مواد البناء المستخدمة في بناء مجمع الكنيسة. وهذا يعكس المراحل المختلفة التي مر بها الدير منذ وقت تأسيسه. الجدران الخارجية من الحجر الجيري الأبيض موضوعة في ملاط بدون ترابط. هم منحدرين 6 درجات من الرأسي من الخارج (البناء الأصلي). الجرغول وعتبات الأبواب هي أيضًا من الحجر الجيري، مع عوارض الأبواب مصنوعة من الجرانيت الأحمر. ربما يكون مصدر هذه الحجر الجيري من أنقاض المعابد المصرية القديمة القريبة، والتي ساهم القديس شنودة رئيس المتوحدين في زوالها مجازيًا وحرفيًا. أعمدة الصحن الأصلية مصنوعة من الرخام أو الجرانيت مع وجود القليل من الأعمدة اللاحقة من الطوب الأحمر. العديد من هذه الأعمدة لم تعد قائمة. رصف صحن الكنيسة من الحجر الجيري أو ألواح الجرانيت.
الحرم الأصلي مسقوف الآن بأقبية من الطوب المحروق، وكان في الأصل سقفًا خشبيًا. صحن الكنيسة والجزر والقاعة الجنوبية الكبرى (الرواق الجانبي) الآن بلا سقف، وكان لديهم في الأصل أسقف جملونية خشبية مع صالات عرض أعلى الجزر. الجدار بين exo-narthex وجسم الكنيسة الأصلية من الحجر الجيري. يتكون الجدار العظيم الذي يحدد الحدود الغربية للكنيسة الحالية من الطوب الأحمر الذي يغلف الأعمدة والأقواس الأصلية. هذا الآن مغطى بطبقة من الجص بلون الكريم. تتكون الأقواس الأربعة التي تحمل حنيات القبة المركزية الأصلية من الآجر الأحمر باستثناء القوس الذي يتجه نحو الشرق والمكون من الرخام.

## المكتبة

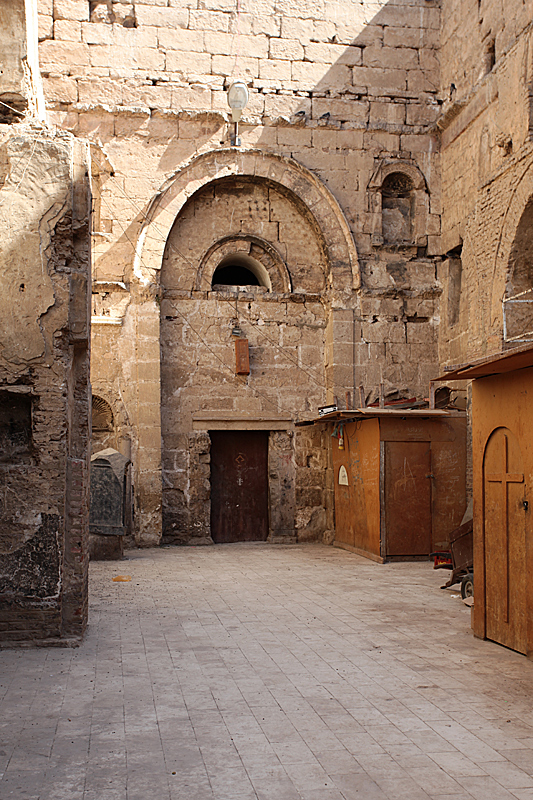
مكتبة بالدير الأبيض

انعكست حملة محو الأمية التي شنها رئيس المتوحدين شنودة في ديره بشكل إيجابي على مكتبة الدير. مع كل شخص في الدير قادر على القراءة والعديد من المهرة في فن كتابة المخطوطات، لا بد أن المكتبة كانت واحدة من أعظم المكتبات في مصر المسيحية. هذه الشهادة ليست فقط في عدد المخطوطات التي حددت، ولكن أيضًا في مجموعة واسعة من الموضوعات التي تمتلكها.
اليوم أصبحت المكتبة منتشرة في جميع أنحاء العالم. قطعت المخطوطات إلى أجزاء صغيرة بحيث انتهى الأمر بكل مجلد على حدة في مكتبات أو متاحف مختلفة. وفي بعض الأحيان، كانت بعض الكتب تنتهي في مكتبات مختلفة تبعد آلاف الأميال عن بعضها البعض. وقد بُذلت جهود جادة لإعادة تجميع هذه المخطوطات بشكل مصطنع من شتاتها باستخدام الوسائل الفوتوغرافية. مدير قام لويس تيوفيل ليفورت، عالم القبطيات في لوفين، بأول محاولة شاملة لتحقيق هذا الهدف الضخم. ومع ذلك، كانت مجموعته ضحية مأساوية للحرب العالمية الثانية. وفي الوقت الحالي، يتولى هذه المهمة تيتو أورلاندى وزملاؤه في جامعة سابينزا في روما. هناك، قاموا بتشكيل مجموعة المخطوطات الأدبية القبطية. وقد تمكنوا من التعرف على مئات المخطوطات المنفصلة بمساعدة الأعمال السابقة التي قام بها العلماء الأقباط من قبل.
وقد زينت محتويات المكتبة، كما ذكرنا آنفًا، العديد من المكتبات والمتاحف حول العالم منذ وقت مبكر من القرن التاسع عشر. وفيما يلي قائمة جزئية لتلك الأماكن التي تمتلك مثل هذه القطع:
- أمستردام، متحف ريجكس أمستردام

- برلين، مكتبة برلين الحكومية

- القاهرة - المتحف القبطى

- القاهرة، المتحف المصري

- القاهرة، المعهد الفرنسي للآثار الشرقية

- كامبريدج، مكتبة جامعة كامبريدج

- فلورنسا، المكتبة اللورنتية

- سانت بطرسبرغ، المكتبة الوطنية الروسية

- لندن، المكتبة البريطانية

- لندن، كلية إيتون

- لوفان، مكتبة الجامعة

- مانشستر، مكتبة جامعة جون ريلاندز

- ميشيغان، مكتبة جامعة ميشيغان

- موسكو، متحف بوشكين

- نابولي، مكتبة فيتوريو إيمانويل  [لغات أخرى]‏

- نيويورك، مكتبة ومتحف مورغان

- أكسفورد، مكتبة بودليان

- باريس، المكتبة الوطنية الفرنسية

- باريس، متحف اللوفر

- ستراسبورغ، مكتبة الجامعة

- مدينة الفاتيكان، مكتبة أبوستوليكا

- البندقية، مكتبة نانيانا

- فيينا، المكتبة الوطنية النمساوية

المكتبة القديمة للدير الأبيض غنية بالعديد من الفئات مثل الكتاب المقدس، والسير القديسين، والطقوس الدينية، وما إلى ذلك. وهذا يوفر للباحث معرفة جيدة بما قرأه الرهبان وما سمح لهم بقراءته في مراحل مختلفة من تطور الدير. ومع ذلك، لم يتم تمثيل العصور المبكرة بشكل جيد في الأجزاء الباقية، ويمكن أن يعزى ذلك إما إلى استخدامها المتكرر أو ببساطة كانوا ضحايا للوقت وانهيار الدير في أوقات لاحقة. كانت لهجة هذه المخطوطات في الغالب باللغة القبطية الصهيدية، والتي أتقنها القديس شنودة رئيس المتوحدين في شكلها الأدبي. كانت هناك أيضًا بعض المخطوطات ثنائية اللغة. الأوائل كانوا في الساحل القبطي واليوناني، في حين أن الأخيرة كانت قبطية قبطية وعربية. كانت مواد الكتابة المستخدمة في الغالب من المخطوطات، بسبب انتشارها، ولكن عثر على بعض المواد اللاحقة على الورق.
الفئة الثانية هي الأناجيل الملفقة، وأعمال الرسل، والحياة التوراتية التي كانت تُقرأ كثيرًا في الأديرة المصرية. وتشمل هذه إنجيل الاثني عشر، وإنجيل بارثولماوس، وأعمال توما، وأعمال بيلاطس، وحياة مريم العذراء، وتاريخ يوسف النجار.
الفئة الثالثة هي المخطوطات التاريخية، وهي نادرة في أي من المكتبات القبطية الموجودة حتى الآن. ومع ذلك، يجد المرء في الدير الأبيض جزءًا كبيرًا من مخطوطة التاريخ الكنسي. تتناول هذه المخطوطة تاريخ الكنيسة القبطية الأرثوذكسية في الإسكندرية في القرنين الرابع والخامس. بالإضافة إلى ذلك، هناك العديد من أجزاء المخطوطات التي تسجل أعمال مجلسي نيقية وأفسس العظيمين.
فئة مهمة أخرى موجودة في المكتبة هي نصوص القداسة. توجد هذه بكثرة نسبية في جميع المكتبات الرهبانية، ولا يُعد دير الأبيض استثناءً. إنها تهدف في المقام الأول إلى التنوير الروحي للرهبان بدلاً من أن تكون سجلات تاريخية دقيقة للقديسين. وهي تتضمن أعمالًا ونصوصًا ذات صلة للعديد من الشهداء مثل القديس كولوث الطبيب، والقديسين كوزماس وداميان، وسانت فيلوباتير مرقوريوس، والقديس بسوت، والقديس ثيودور، والقديس فيكتور، وغيرهم الكثير. هناك أيضًا حياة العديد من القديسين المهمين في الكنيسة المصرية مثل القديس أنطونيوس والقديس أثناسيوس والقديس باخوميوس وتلاميذه والقديس صموئيل المعترف والقديس شنودة رئيس المتوحدين على سبيل المثال لا الحصر.
أغنى وأهم فئة متاحة هي كتابات الآباء. وقد أسفرت هذه المكتبة عن عدد كبير من المخطوطات، والحفاظ على نصوص تكوين الكتاب المصريين، وكذلك الترجمة القبطية لكتابات آباء الكنيسة اليونانية. وأهم جزء منه هو الأعمال الرائعة للقديس شنودة رئيس المتوحدين. تشمل الكتابات الأخرى تلك الخاصة بخطب القديس ويصا، وكتابات القديس باخوميوس وتلاميذه، و أبوفثغاماتا باتروم. تشمل النصوص الأخرى للتكوين القبطي الأصلي تلك الخاصة بقسطنطين بأسيوط، ويوحنا البورولوس، وروفس شوتيب. تضم مجموعة الترجمات القبطية للكتابات اليونانية القديس بطرس الأسكندري، والقديس أثناسيوس، والقديس ثيوفيلوس، والقديس كيرلس الكبير، والقديس ديوسقور. تشمل الترجمات اليونانية للآباء غير الأقباط القديس كيرلس القدس، القديس يوحنا الذهبي الفم، والقديس ساويرس الأنطاكي. توجد أيضًا أعمال مؤلفين آخرين في تلك المجموعة.

## معرض الصور

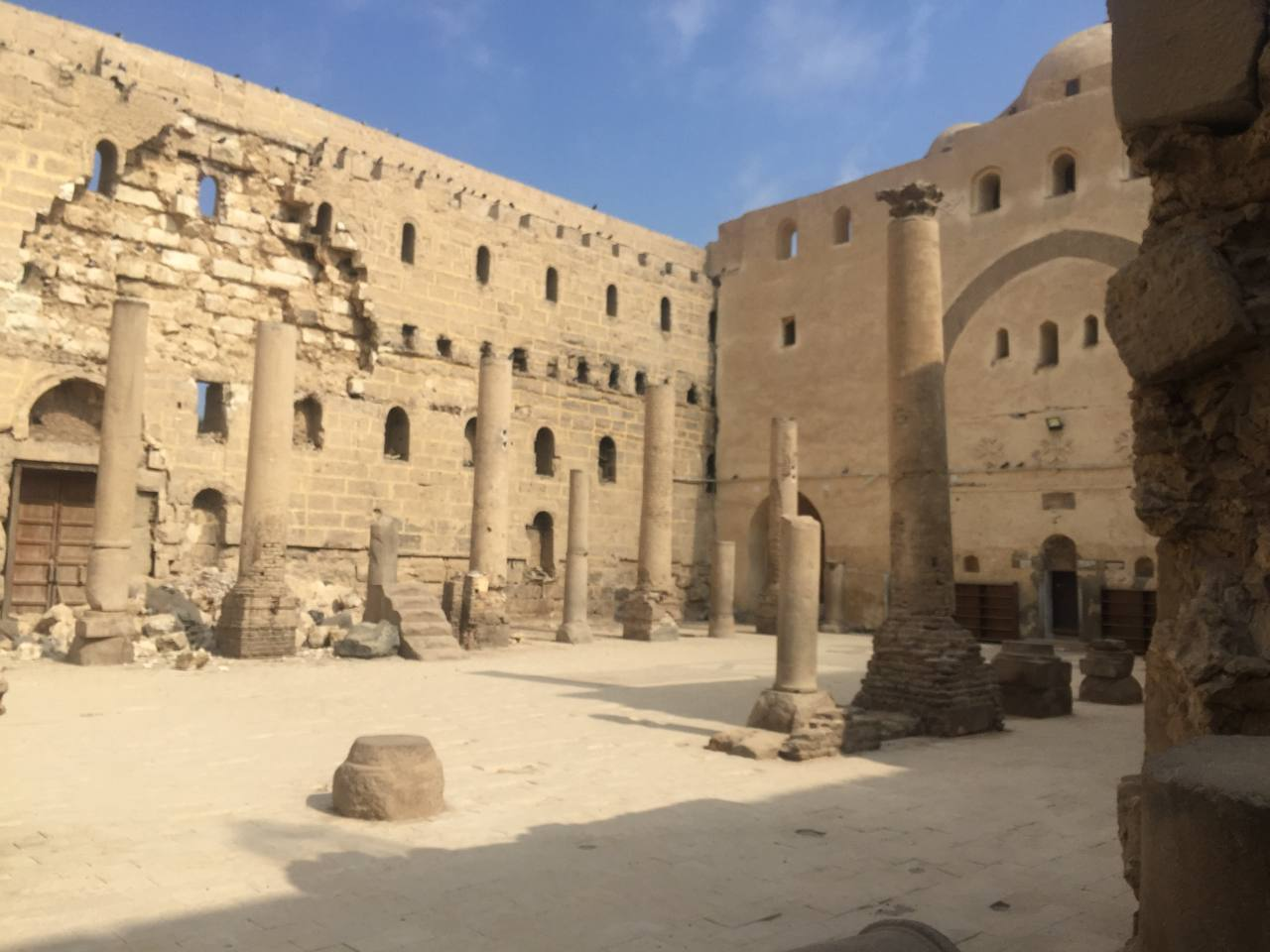
دير الأنبا شنودة
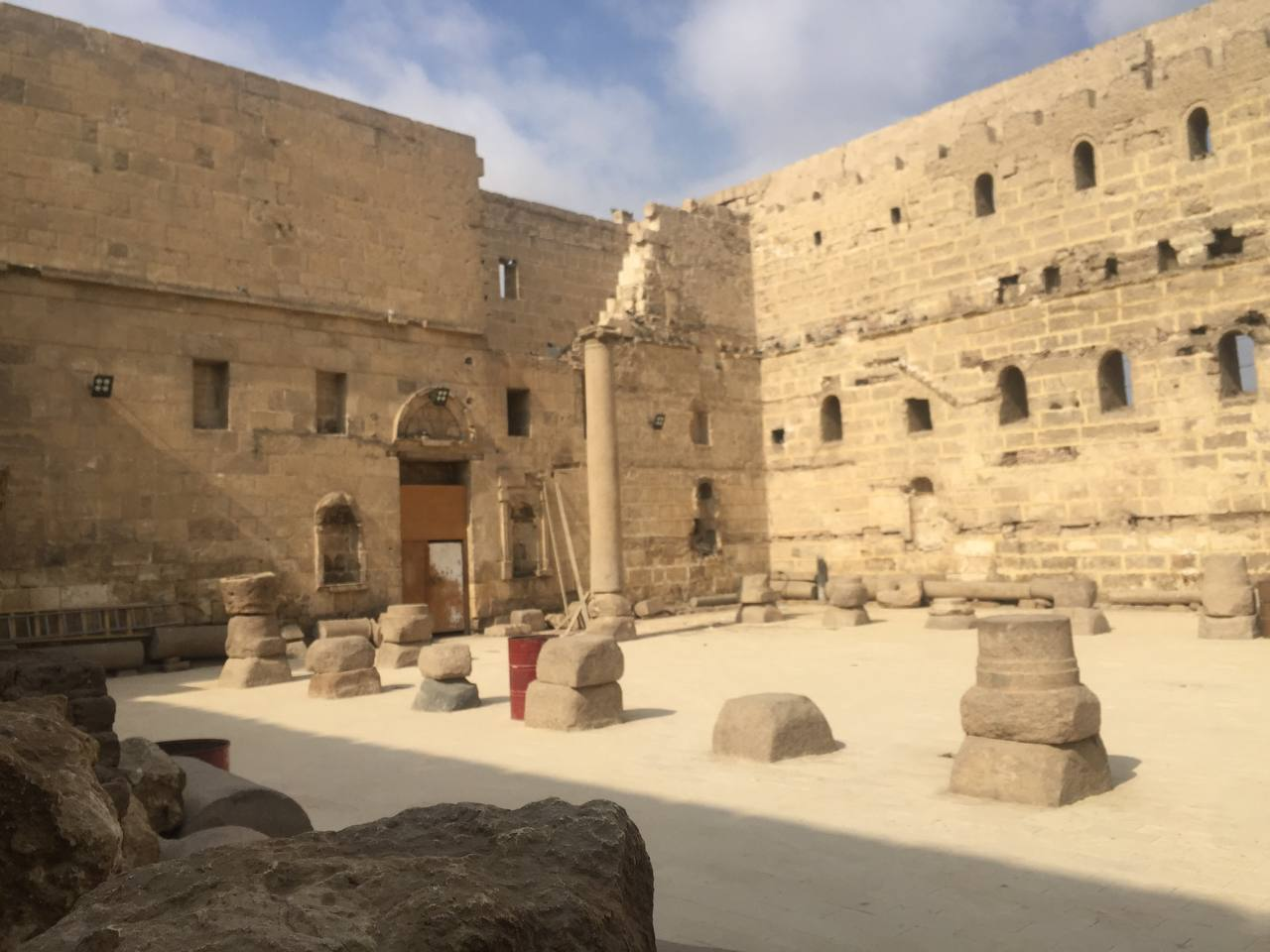
دير الأنبا شنودة1
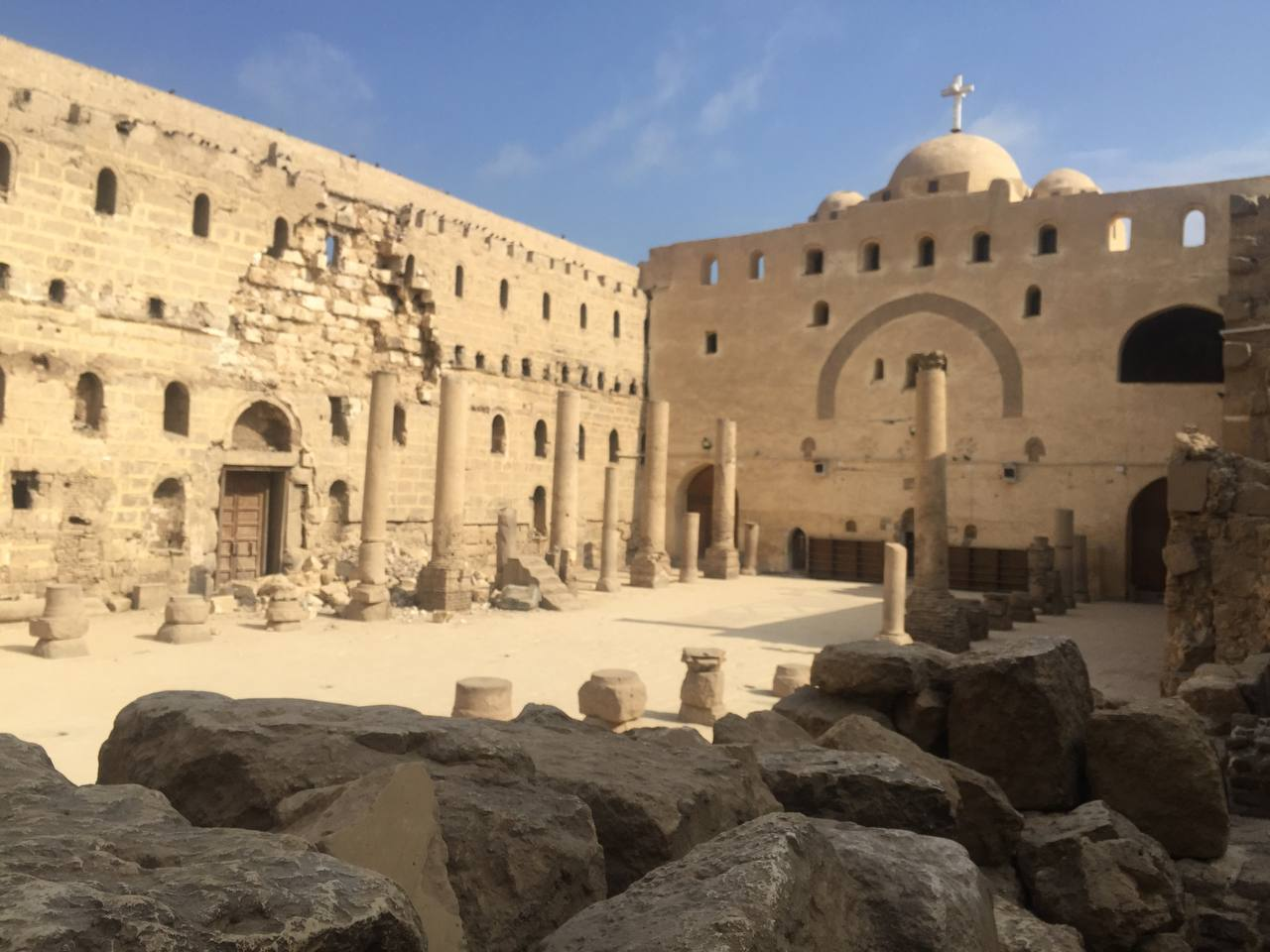
دير الأنبا شنودة2
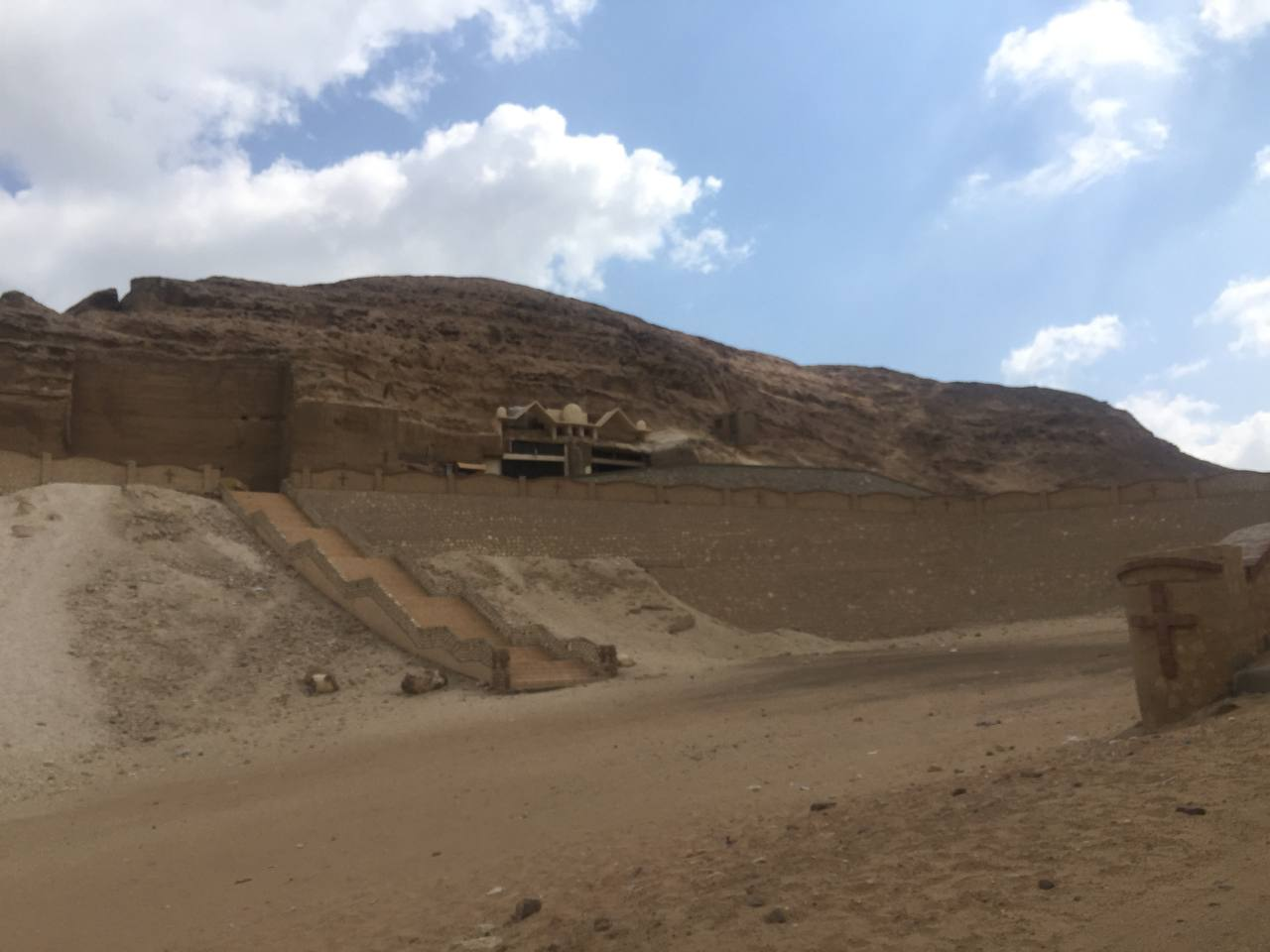
دير الأنبا شنودة3
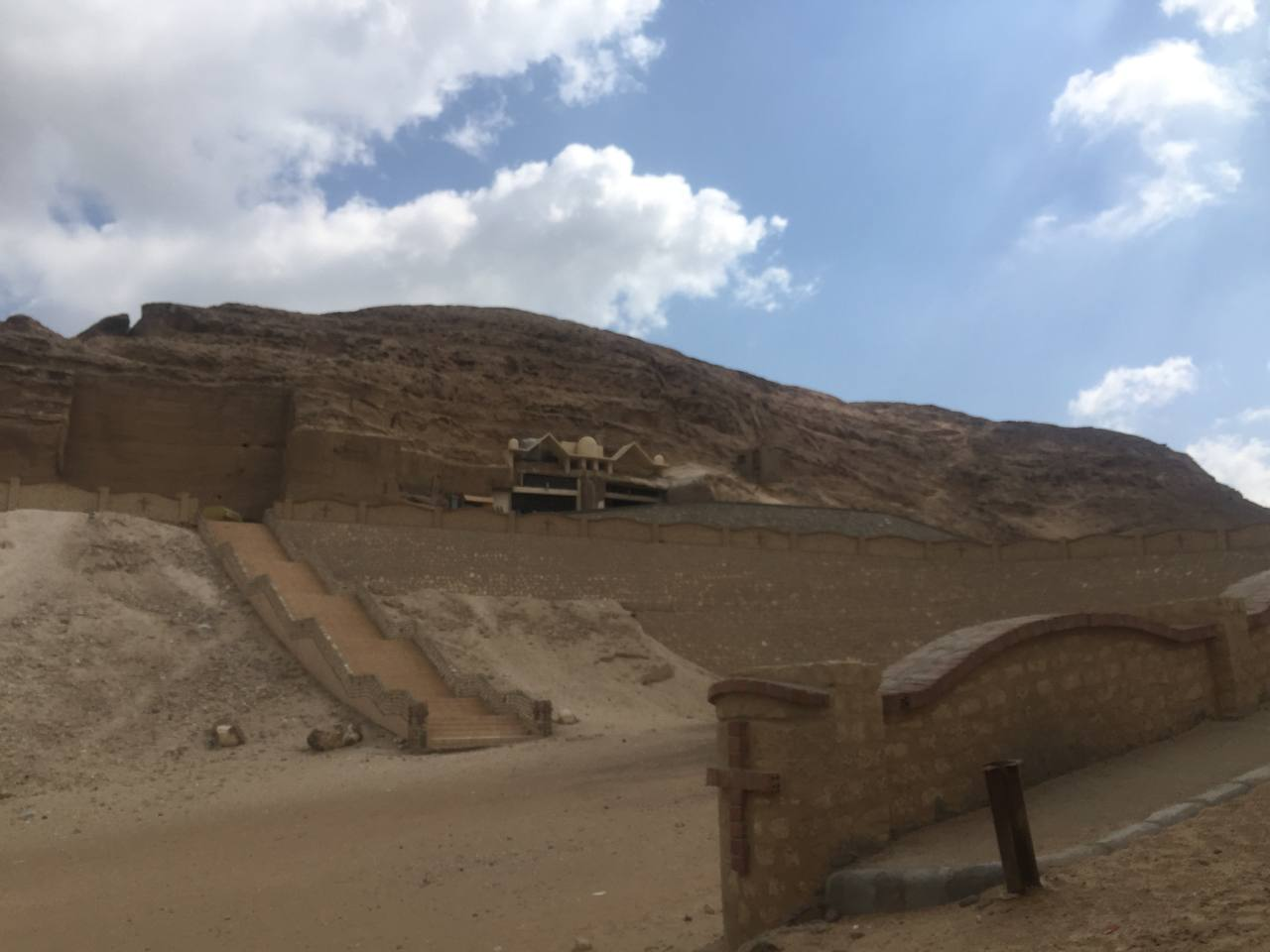
دير الأنبا شنودة4
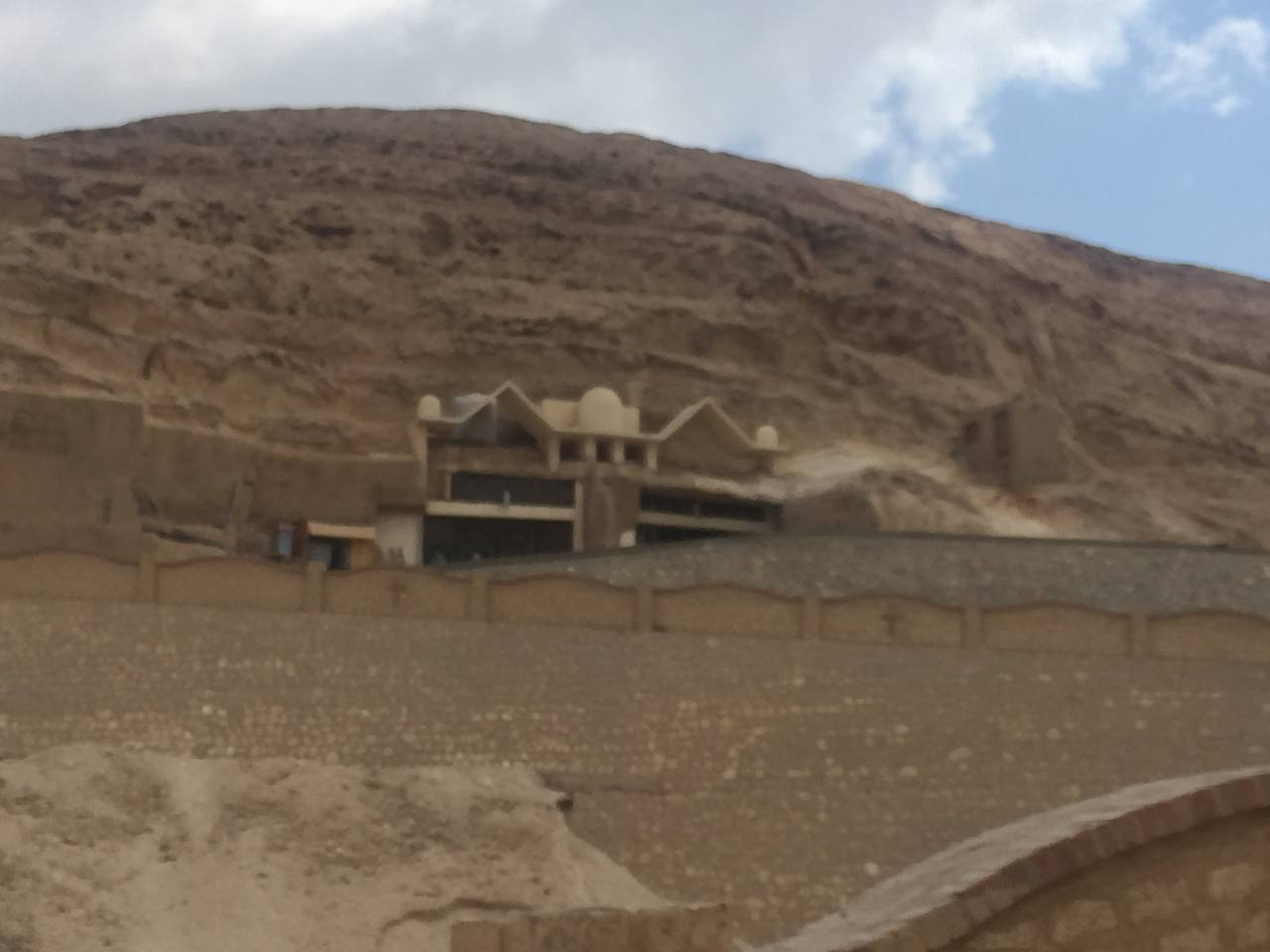
دير الأنبا شنودة5
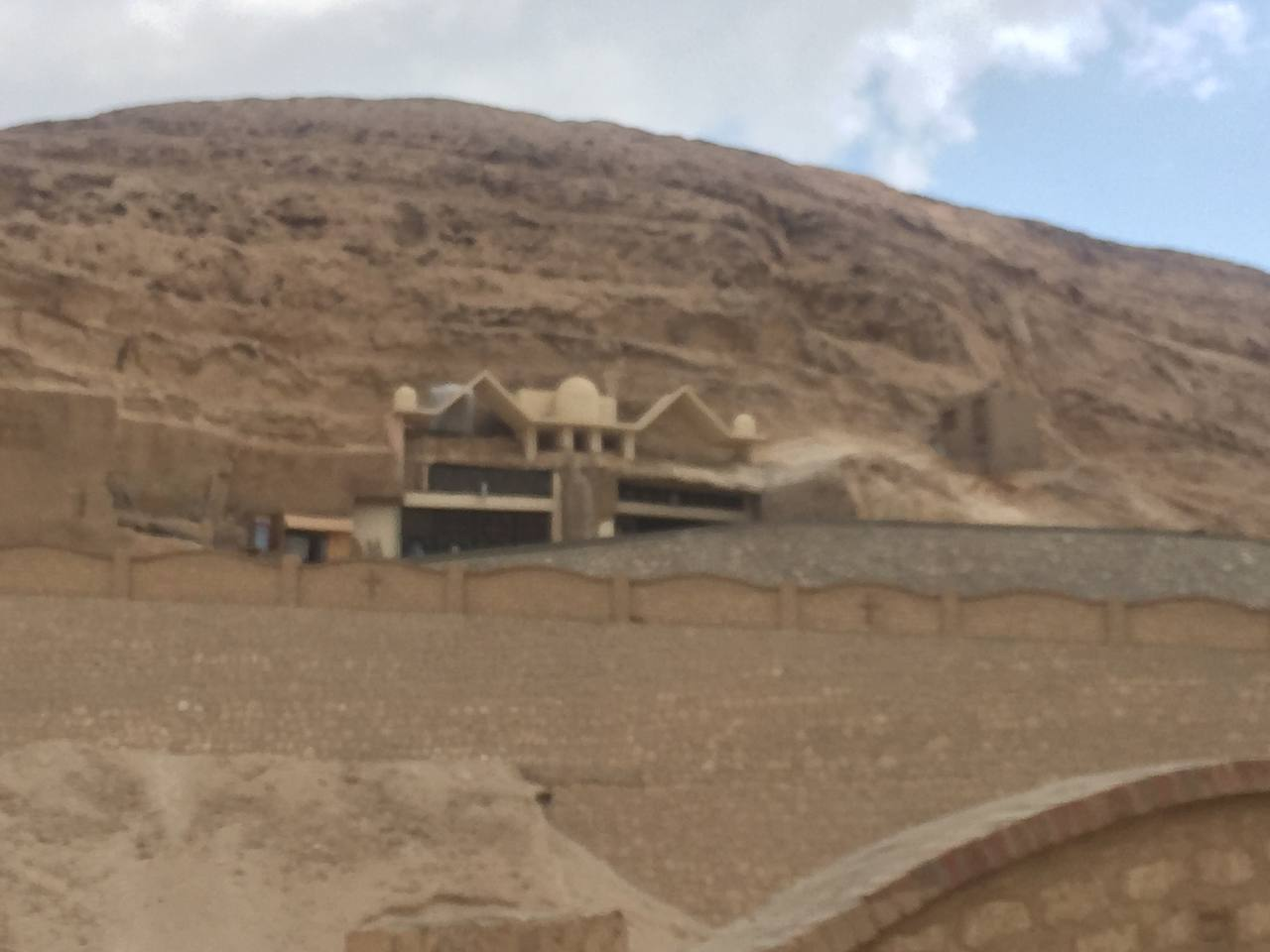
دير الأنبا شنودة6
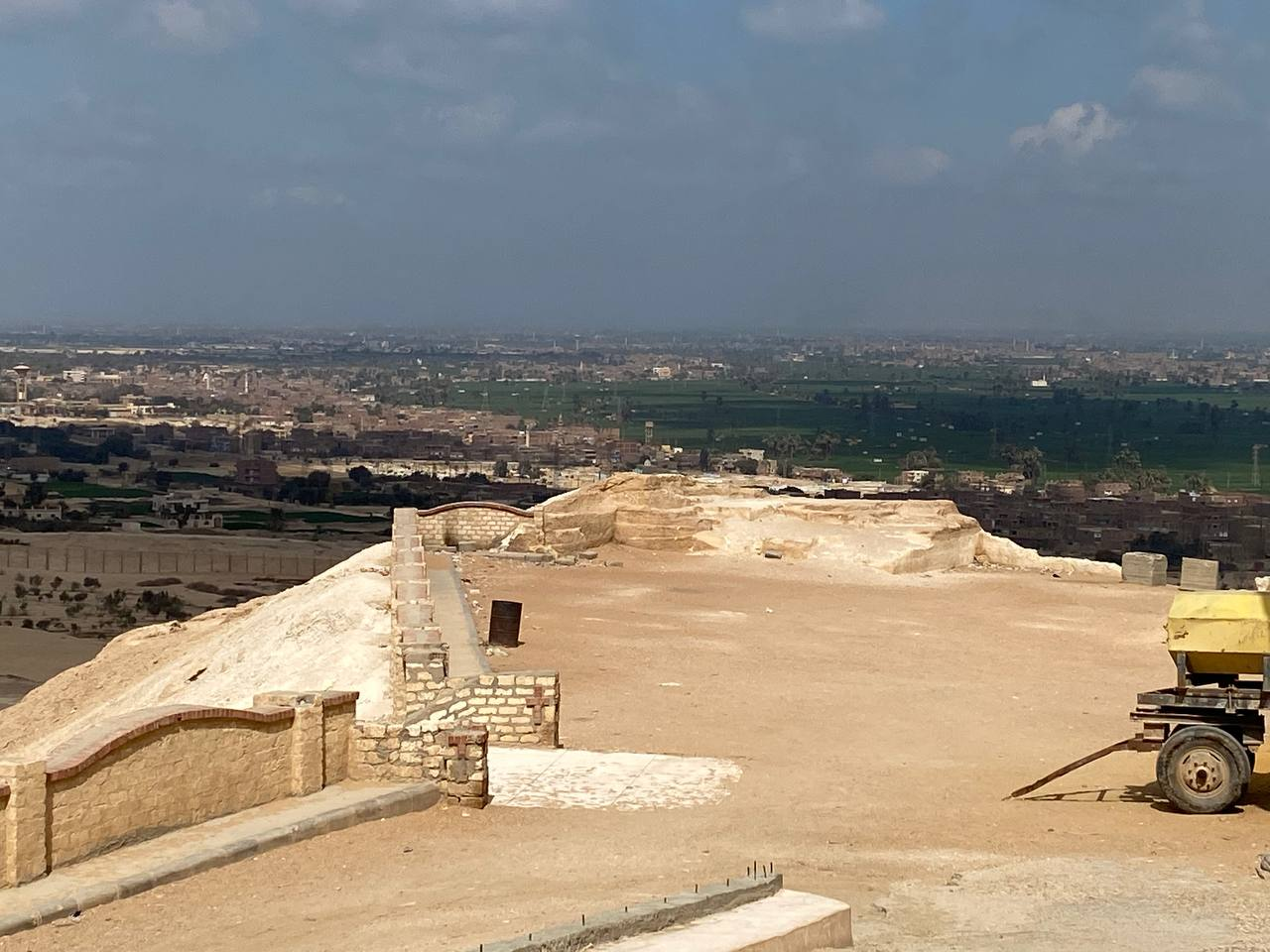
دير الأنبا شنودة7
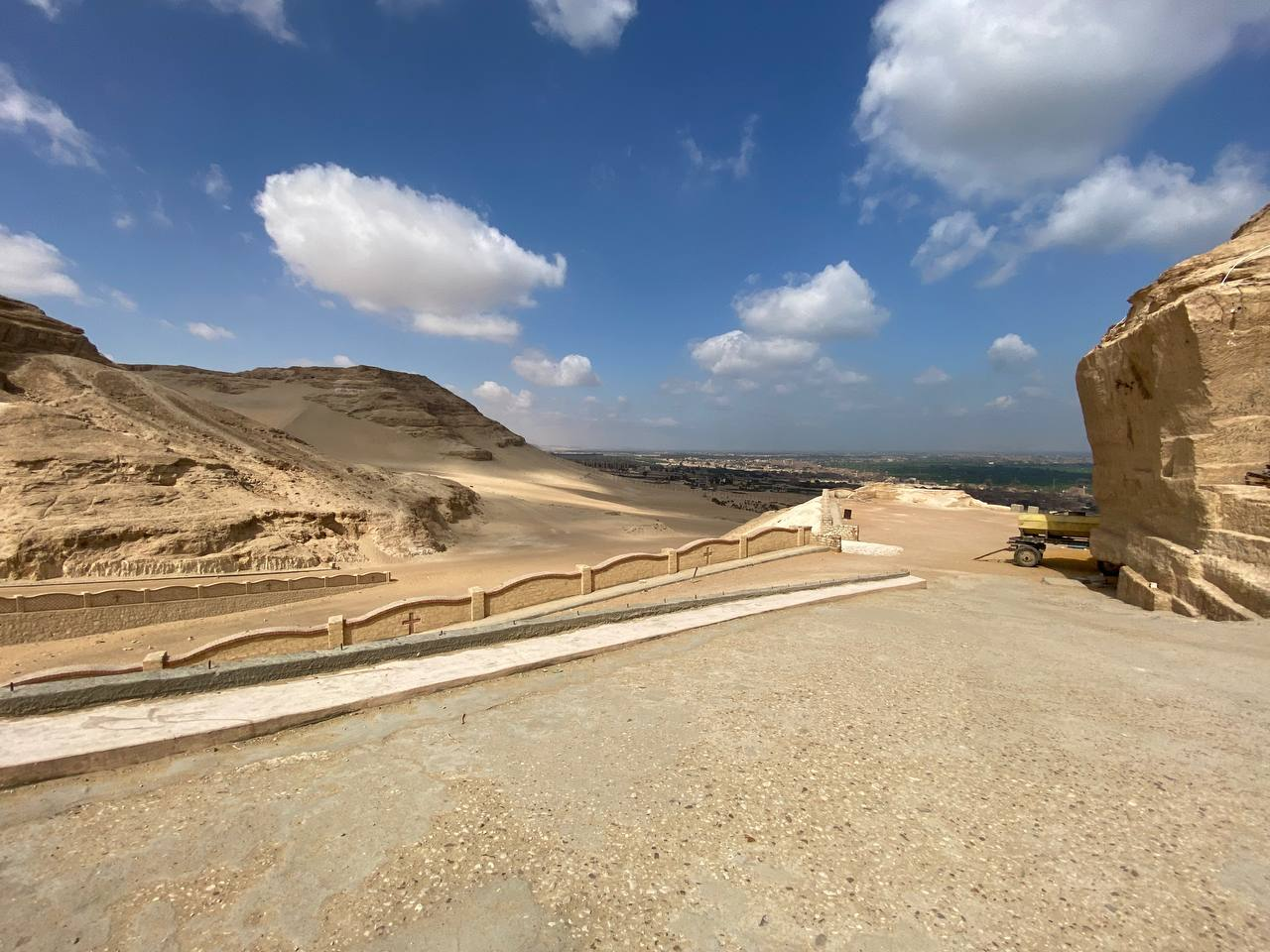
دير الأنبا شنودة8